# Корж, Виталий Терентьевич
Виталий Терентьевич Корж (укр. Віталій Терентійович Корж; род. 16 августа 1938, село Дроздовка, Куликовский район, УССР, СССР) — украинский политик, экономист и меценат. Народный депутат Украины. Член партии Всеукраинское объединение «Батькивщина».

## Образование
Образование высшее — Харьковский институт инженеров железнодорожного транспорта, инженер путей сообщения. Кандидат экономических наук. Более 80 опубликованных научных работ.

## Трудовой путь
Учился в Черниговском техническом училище (1956), работал на Юго-Западной железной дороге (город Киев) старшим рабочим по ремонту путей, бригадиром, техником, инженером. С 1964 года — старший инженер Укрсовнархоза. С 1966 года — заведующий сектором, заведующий отделом НПО Минпромстройматериалов УССР. 1980—1991 годы — старший научный сотрудник Совета по изучению продуктивных сил УССР АН Украины. В 1991 году создал и возглавил научно-производственную фирму «Транзактор», которая в 1993 году выступила учредителем компании «Глобал Юкрейн», начавшая на Украине рынок услуг в мировой сети Интернет. Разработки компании были выдвинуты на соискание Государственной премии в области науки и техники.
На парламентских выборах 2002 года баллотировался по списку «Блока Юлии Тимошенко» (№ 24 в списке), однако был избран в парламент лишь 1 марта 2005 года. На то время член Украинской республиканской партии «Собор», входил в Совет старейшин. Член Комитета Верховной Рады Украины по вопросам строительства, транспорта, жилищно-коммунального хозяйства и связи.
На парламентских выборах 2006 и 2007 годов снова избирался народным депутатом Украины от БЮТ уже как член партии Всеукраинское объединение «Батькивщина». В Верховной Раде V созыва был членом Комитета по зарубежным делам. В Верховной Раде VI созыва член Комитета Верховной Рады Украины по вопросам транспорта и связи, а 19 мая 2010 года возглавил подкомитет возглавил подкомитет по вопросам информационных технологий и информатизации. Также являлся членом Член Украинской части Комитета по межпарламентской организации «Украинская часть Комитета по парламентскому сотрудничеству между Украиной и Европейским Союзом».

## Общественная работа
Член Совета Международного союза украинских предпринимателей, член наблюдательного совета Международного благотворительного фонда «Украинский дом», член Попечительского совета Национального академического драматического театра имени Ивана Франко, член оргкомитета Международного конкурса «Моё слово о Шевченко», основатель Международной литературной премии имени Елены Телиги.

## Семья
Жена Корж Любовь Васильевна (1944) — педагог, сыновья Корж Юрий Витальевич (1970) — директор Киевского филиала ОАО «Укртелеком», Корж Роман Витальевич (1974) — генеральный директор «Интернет Медиа Групп».

## Награды и звания

### Награждён
- Почётной грамотой Верховной Рады Украины (25 июня 2003), почётной грамотой Кабинета Министров Украины (21 августа 2003)
- орденом «Знак Почета» от киевского городского головы (6 августа 2004),
- орденами Святого Равноапостольного князя Владимира Великого III-го (24 июля 2005) и II-й (17 августа 2009) степеней,
- орденом Святого Николая чудотворца,
- орденом «Казацкая Слава» I-й степени,
- медалями «За меценатство» III, II, I степеней,
- орденом «За гуманность и милосердие»,
- знаком «За содействие развитию железнодорожного транспорта»,
- серебряной памятной медалью «В честь визита главы государства Ватикан папы Иоанна Павла II».
- Имеет звания «Народный Посол Украины» и «Заслуженный экономист Украины» (16 января 2009)[1].